# Wavrans-sur-l'Aa
Wavrans-sur-l'Aa è un comune francese di 1 353 abitanti situato nel dipartimento del Passo di Calais nella regione dell'Alta Francia.

## Società

### Evoluzione demografica
Abitanti censiti